# Baiersdorf (Gemeinde St. Veit an der Glan)
Baiersdorf (im 19. Jahrhundert auch Baierdorf) ist eine Ortschaft in der Gemeinde St. Veit an der Glan im Bezirk Sankt Veit an der Glan in Kärnten, in Österreich. Die Ortschaft hat 29 Einwohner (Stand 1. Jänner 2024). Sie liegt auf dem Gebiet der Katastralgemeinde Sankt Donat.

## Lage

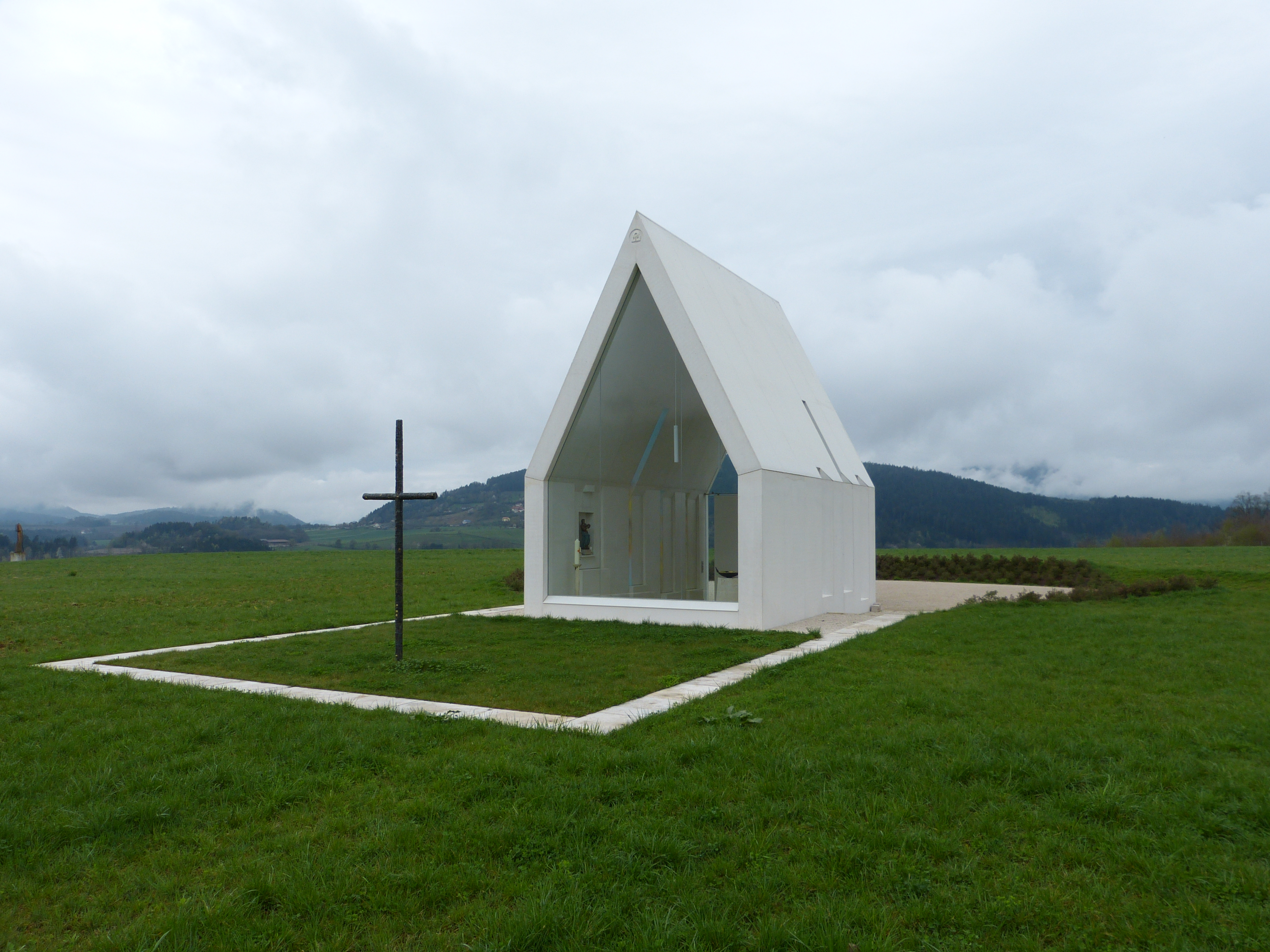
Kapelle bei Baiersdorf

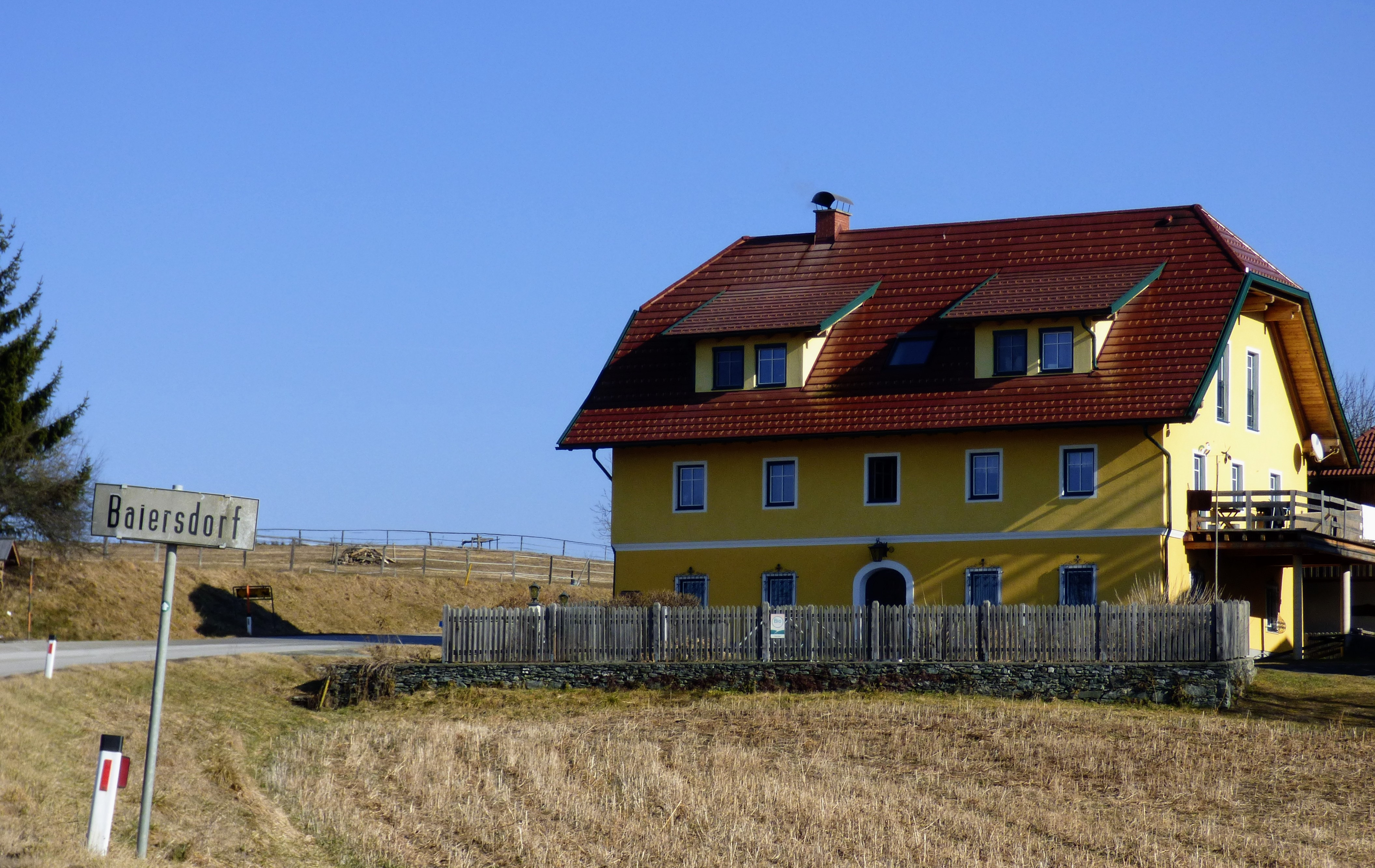
Baiersdorf Haus Nr. 2

Die Ortschaft liegt im Süden des Bezirks Sankt Veit an der Glan, südöstlich der Bezirkshauptstadt Sankt Veit an der Glan, auf einer Anhöhe nordöstlich von St. Donat. Sie erstreckt sich von der Krappfeld Straße (Landesstraße L83) mehrere hundert Meter nach Norden.

## Geschichte
In der Steuergemeinde Sankt Donat liegend, gehörte der Ort in der ersten Hälfte des 19. Jahrhunderts zum Steuerbezirk Osterwitz. Bei Bildung der Ortsgemeinden im Zuge der Reformen nach der Revolution 1848/49 kam Baiersdorf an die Gemeinde St. Georgen am Längsee, 1895 an die damals neu gegründete Gemeinde St. Donat. 1958 kam Baiersdorf an die Gemeinde Sankt Veit an der Glan.

## Bevölkerungsentwicklung
Für die Ortschaft zählte man folgende Einwohnerzahlen:
- 1869: 7 Häuser, 63 Einwohner[4]
- 1880: 7 Häuser, 54 Einwohner[1]
- 1890: 5 Häuser, 51 Einwohner[5]
- 1900: 4 Häuser, 52 Einwohner[6]
- 1910: 4 Häuser, 47 Einwohner[7]
- 1923: 4 Häuser, 42 Einwohner[8]
- 1934: 34 Einwohner[9]
- 1961: 5 Häuser, 31 Einwohner[10]
- 2001: 6 Gebäude (davon 6 mit Hauptwohnsitz) mit 7 Wohnungen; 20 Einwohner und 2 Nebenwohnsitzfälle; 7 Haushalte; 1 Arbeitsstätte, 3 land- und forstwirtschaftliche Betriebe[11]
- 2011: 9 Gebäude, 25 Einwohner, 9 Haushalte, 5 Arbeitsstätten[12]
- 2021: 10 Gebäude, 28 Einwohner, 10 Haushalte, 9 Arbeitsstätten[13]